# فيليب كاسل
فيليب كاسل (بالإنجليزية: Philip Castle)‏ هو فنان بريطاني، ولد في 1943.

## وصلات خارجية
- فيليب كاسل على موقع ميوزك برينز (الإنجليزية)
- فيليب كاسل على موقع أول ميوزيك (الإنجليزية)
- فيليب كاسل على موقع ديسكوغز (الإنجليزية)